# Женские печали
«Женские печали» (яп. 女人哀愁 нёнин аисю) — японский чёрно-белый фильм-драма режиссёра Микио Нарусэ, вышедший на экран в 1937 году. Главную роль исполнила популярная звезда довоенного японского кинематографа Такако Ириэ. История о «консервативной и нерешительной» японке, вышедшей замуж не по любви. Это женский фильм на тему, к которой режиссер Микио Нарусэ обращался в своём творчестве много раз.

## Сюжет
Молодая и красивая Хироко выходит замуж за одного из отпрысков богатого семейства Хори и становится для них своего рода служанкой. Каждую ночь она терпеливо ждёт появления своего мужа Синъити, но он всегда приходит очень поздно. Однажды она идёт в район Гиндза, чтобы навестить двоюродного брата Рёскэ, после чего подвергается избиению своим мужем из-за ревности. У Ёко, младшей сестры Синъити, есть любовник, Тосио, — очень добрый парень, но беден. Отчаянно пытаясь заручиться любовью своей ненаглядной Ёко, Тосио крадёт деньги в своей компании. Но попытка воровства была неудачной, его вычислили. Члены семьи Хори, заинтересованные только своей репутацией, решают сдать парня в полицию. Тосио появляется в доме Хори с письмом для Ёко. Хироко берёт это письмо и желает молодому человеку удачи. Синъити, узнав об этом поступке жены, очень разгневан. Оказавшись в ловушке между верностью семье мужа и своей собственной моралью, Хироко, наконец, решает разорвать семейную связь.

## В ролях
- Такако Ириэ — Хироко Коно
- Каору Ито — Масао, младший брат Хироко
- Масако Цуцуми — Ёсико, младшая сестра Хироко
- Ко Михаси — отец Хироко
- Намико Хацусэ — мать Хироко
- Хидэо Саэки — Рёскэ Китамура
- Хё Китадзава — Синъити Хориэ
- Тамаэ Киёкава — мать Синъити
- Ранко Сава — Ёко, младшая сестра Синъити
- Хэйхатиро Оокава — Тосио Масуда
- Рэйко Минаками — Митико
- Тидзуко Канда — Кадзуко

## Премьеры
- — национальная премьера фильма состоялась 21 января 1937 года[1].